# Kyne

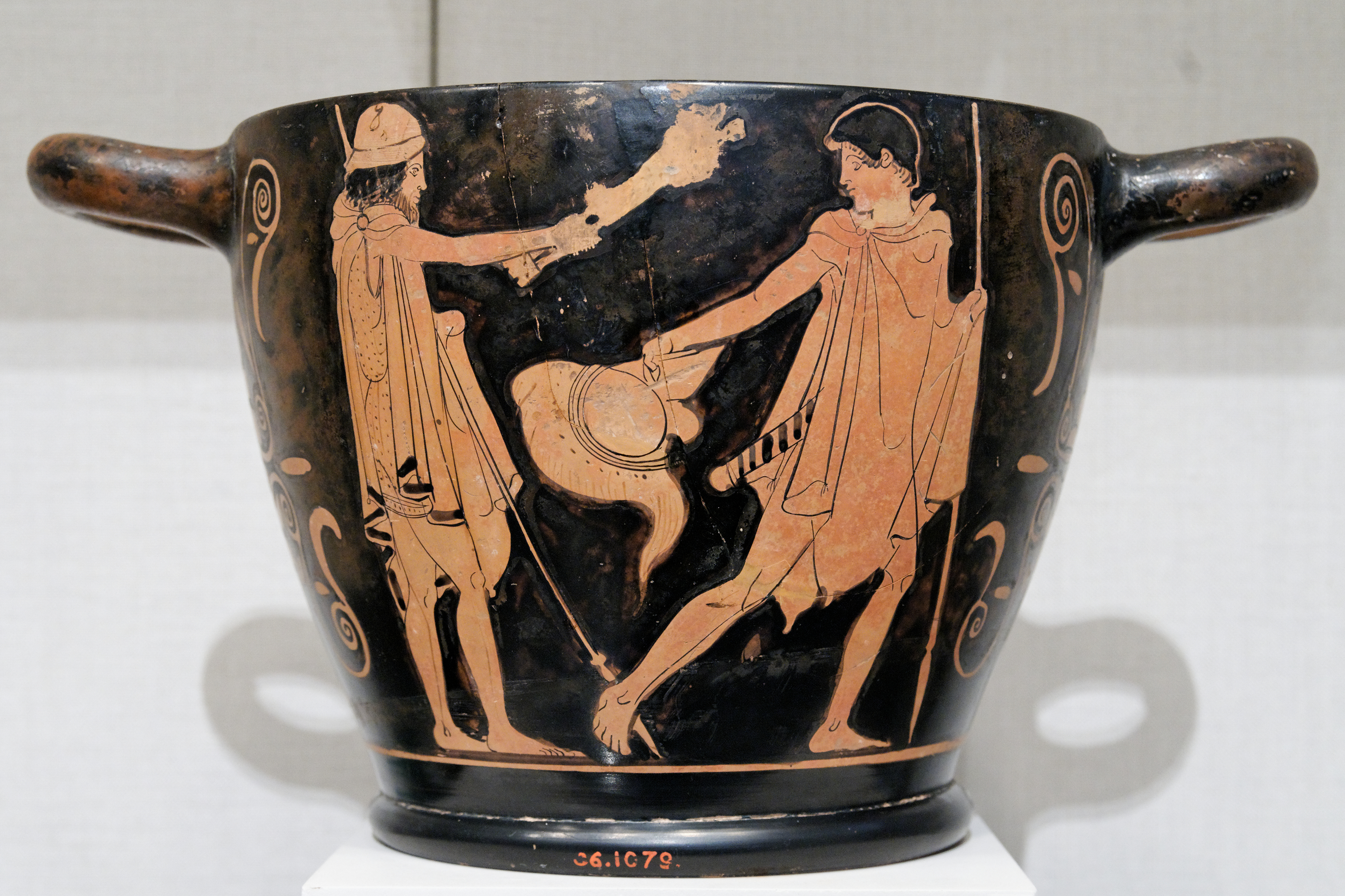
Kyne (z lewej) i petasos (scena na attyckim skyfosie z VI wieku p.n.e.)

Kyne (stgr. κυνῆ, dosł. „psia skóra”) – skórzana czapka bez daszka noszona w starożytnej Grecji. 
Była wykonywana ze skóry lub filcu, niekiedy z obrzeżeniem (rondem) chroniącym przed słońcem czy deszczem. Kształt i zastosowanie miała podobne jak pilidion.